# Вальдерзее, Альфред фон
Альфред Генрих Карл Людвиг фон Ва́льдерзее (нем. Alfred Heinrich Karl Ludwig von Waldersee; 8 апреля 1832, Потсдам — 5 марта 1904) — прусский генерал-фельдмаршал (6 мая 1900 года).

## Биография
Альфред фон Вальдерзее — сын прусского кавалерийского генерала Франца Генриха фон Вальдерзее (1791—1873) и его супруги Берты фон Хюнербайн (1799—1859). Франц Генрих был сыном Франца фон Вальдерзее (1763—1823), внебрачного сына князя Леопольда III фон Ангальт-Дессау, рождённого Иоганной Элеонорой Хофмайер… Альфред родился 8 апреля 1832 года в берлинском пригороде Потсдаме, в прусской провинции Бранденбург.
Воспитывался в прусском кадетском корпусе, в 1850 году выпущен подпоручиком в гвардейскую артиллерийскую бригаду. В 1850—1852 годах слушал курс соединённой инженерной и артиллерийской школы.

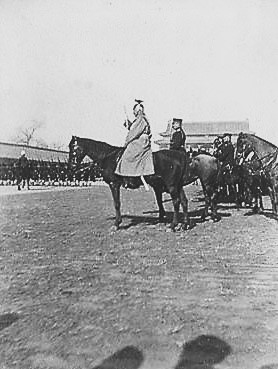
Альфред фон Вальдерзее в Китае

Участвовал в Австро-прусской войне 1866 года, произведён в майоры.
По окончании войны переведён в генеральный штаб и прикомандирован к прусскому посольству при французском дворе.
Во время Франко-прусской войны в чине подполковника состоял в свите прусского короля Вильгельма I. Затем был прикомандирован к штабу Фридриха Франца II, великого герцога Мекленбург-Шверинского. После окончания войны был некоторое время официальным представителем II Германского рейха в Париже. Затем был произведён в полковники и назначен командиром 13-го уланского полка.
В 1873 г. Валдерзее состоял начальником штаба X армейского корпуса в Ганновере.
В 1874 году женился на Мэри Эстер Ли, дочери Нью-Йоркского торговца, которая до этого была замужем за Фридрихом Шлезвиг-Гольштейн-Зондербург-Аугустенбургским.
Сопровождал императора Вильгельма I в заграничных поездках, в том числе в 1873 году в Петербурге. В 1876 году произведён в генерал-майоры.
С 1881 года — помощник начальника генерального штаба Мольтке. В 1888 году сменил Мольтке на посту начальника генерального штаба. Разделяя консервативные взгляды Бисмарка и Мольтке-старшего и их мнение о нестабильности внутриполитической ситуации в России, Вальдерзее придерживался более националистических настроений. Он выражал подозрения о наличии франко-русских военных соглашений с 1880-го года, чрезвычайно опасался возможности прихода к власти во Франции генерала Буланже и заключения им военного союза с Санкт-Петербургом. Он постоянно выражал озабоченность маневрами и концентрацией российских войск на западных границах и считал возможной войну Германии с Россией  уже в 1887-м году. Любые миролюбивые шаги Санкт-Петербурга он трактовал как следствие финансовых затруднений либо попыткой ввести Берлин в заблуждение. Упорная убежденность Вальдерзее в неизбежности войны с Россией и все более настойчивые предложения рассмотреть план превентивного удара привела генеральный штаб к серьезному конфликту с Бисмарком в 1886-88 гг. во время Болгарского кризиса. После вступления на престол Вильгельма II под влиянием фельдмаршала Бисмарк был подвергнут критике за недооценку русской угрозы и слишком больших уступках Санкт-Петербургу.  Совместно с бароном Гольштейном Вальдерзее сыграл ключевую роль в отказе от продления договора перестраховки в 1890 году. Фельдмаршал рассчитывал занять пост канцлера после отставки Бисмарка, однако уже на следующий год из-за разногласий с императором был смещен с должности и был назначен командиром IX армейского корпуса. 
В 1900 году во время Ихэтуаньского (Боксёрского) восстания по предложению русского императора Николая II и с согласия держав Вальдерзее был назначен главнокомандующим международными силами, направленными на подавление восстания в Империи Цин. 7 августа 1900 г. Вальдерзее получил телеграмму Вильгельма II, сообщавшую о новом назначении. Однако Вальдерзее прибыл в Китай лишь 27 сентября 1900 г., когда войска Альянса восьми держав под командованием русского генерала Н. П. Линевича уже заняли Пекин. В ходе дальнейших боевых действий Вальдерзее почти ничем себя не проявил.
Альфред фон Вальдерзее умер 5 марта 1904 года в Ганновере.
Награды
- Орден Чёрного орла с бриллиантами (Королевство Пруссия, 27 апреля 1900)
- Орден Красного орла, большой крест с мечами (Королевство Пруссия, 27 января 1891)
- Орден «Pour le Mérite» (Королевство Пруссия, 30 июля 1901)[4]
- Орден Дома Гогенцоллернов, крест великого командора с мечами (Королевство Пруссия, 27 января 1889)
- Орден Короны 1-го класса (Королевство Пруссия, 22 марта 1884)
- Железный крест 1-го класса (Королевство Пруссия)
- Железный крест 2-го класса (Королевство Пруссия)
- Орден Святого Иоанна Иерусалимского (Королевство Пруссия)
- Орден «За военные заслуги», большой крест (Королевство Бавария, 16 мая 1902)
- Орден «За военные заслуги», большой крест (Королевство Вюртемберг)
- Орден Бани, большой крест (Британская империя, 16 августа 1901)[5]
- Савойский военный орден, большой крест (Королевство Италия, октябрь 1901)[6]
- Орден Святого апостола Андрея Первозванного с мечами и бриллиантами (Российская империя, 22 ноября 1901)[7][8]
- Орден Святого Александра Невского (Российская империя, 1893)
- Орден Пия IX, большой крест (Святой Престол)